# 130 f.Kr.

## Födda
- Quintus Caecilius Metellus Pius, romersk militär och politiker (optimat; död 63 f.Kr.)

## Avlidna
- Marcus Pacuvius, romersk skald (född 220 f.Kr. i Brundisium, död i Tarent)